# Lorenzo Quinn
Lorenzo Quinn (ur. 7 maja 1966 w Rzymie) – włoski artysta rzeźbiarz, aktor, piąty syn amerykańskiego aktora pochodzenia meksykańsko-irlandzkiego Anthony’ego Quinna.

## Życiorys

### Wczesne lata
Urodził się w Rzymie jako najmłodszy z trzech synów Anthony’ego Quinna (1915-2001), wybitnego aktora amerykańskiego pochodzenia meksykańsko-irlandzkiego, laureata Oscara, i projektantki kostiumów pochodzenia włoskiego Jolandy Addolori. Wychowywał się wraz ze starszymi braćmi - Dannym (ur. 16 kwietnia 1964) i Francesco (ur. 22 marca 1962, zm. 5 sierpnia 2011).
Miał też przyrodnie rodzeństwo z innych związków ojca; braci - Christophera (ur. 27 października 1938. zm. 15 marca 1941) i Duncana (ur. 4 sierpnia 1945) oraz siostry - Christinę (ur. 1 grudnia 1941), Catalinę (ur. 21 listopada 1942) i Valentinę (ur. 26 grudnia 1952). Jego rodzice rozwiedli się 19 sierpnia 1997, ojciec miał z kolejnych związków trzech synów: Seana (ur. 7 lutego 1973), Alexa A. (ur. 30 grudnia 1976) i Ryana (ur. 5 lipca 1996) oraz córkę Antonię (ur. 23 lipca 1993).

### Kariera
Dorastał zarówno w Stanach Zjednoczonych, jak i we Włoszech. W Rzymie odkrył swoją miłość do sztuki, a w 1982 rozpoczął studia na wydziale malarstwa w American Academy of the Fine Arts w Nowym Jorku. Następnie brał udział w warsztatach w Stanach Zjednoczonych i Europie.
W 1988 roku poślubił Giovannę, z którą ma dwóch synów - Christophera i Nicolása. Zamieszkali w Barcelonie, w Hiszpanii.
Wystąpił także w kilku filmach z udziałem swojego ojca, w tym Onassis – najbogatszy człowiek świata (Onassis: The Richest Man in the World, 1988) czy Stradivarius (Stradivari, 1989) jako młody Antonio Stradivari. W dramacie biograficznym Dalí (1991) obok angielskiej aktorki Sarah Douglas wcielił się w tytułową postać surrealistycznego artysty Salvadora Dalego, który stał się jego idolem.
W swojej pracy jako artysta rzeźbiarz inspirował się takimi artystami jak Michał Anioł, Pietro Bernini, Jean-Baptiste Carpeaux czy Auguste Rodin. W wieku 21 lat zdobył uznanie społeczności Nowego Jorku, kiedy wykonał rzeźbę dla Organizacji Narodów Zjednoczonych. Później został wybrany na szefa kampanii reklamowej Absolut. Wkrótce potem, w 1994 roku, otrzymał zlecenie z Watykanu, by stworzyć rzeźbę św. Antoniego. Rzeźba została pobłogosławiona przez papieża Jana Pawła II na placu Świętego Piotra, a następnie umieszczona w bazylice św. Antoniego w Padwie, upamiętniając ósme stulecie śmierci świętego.
5 marca 2002 roku Quinn wraz ze swoją grupą artystów z projektem 'Angels of the World' dostał się do finału konkursu zorganizowanego przez Lower Manhattan Development Corporation, gdzie jury wybrało projekt upamiętniający tych, co zginęli w zamachu na World Trade Center.
Jego rzeźby znalazły się w publicznych i prywatnych kolekcjach na całym świecie; w licznych instytucjach muzealnych, ratuszach i bankach, a także stały się własnością takich osobistości jak Jan Karol I Burbon, szejk Muhammad ibn Raszid Al Maktum, sir Bernie Ecclestone, sir Elton John, Lakshmi Mittal, Donald Trump czy Rudy Giuliani. Jego monumentalna rzeźba 'Encounters' (Spotkania) wystawiona została na Majorce w 2003 roku, a 'Aspire' w Dosze w Kataru podczas Igrzysk Azjatyckich 2006. Dwie z jego rzeźb - 'What Goes Around, Comes Around' i 'The Force of Nature' oddano i zainstalowano w czerwcu 2008 roku przez Galerie Belvedere w Marina Barrage w Singapurze, w stałej kolekcji Public Utilities Board of Singapore.
W 2011 przy Park Lane w Londynie, a wcześniej w Abu Zabi i w Walencji, wystawił rzeźbę 'Vroom Vroom' złożoną z modelu Fiata 500 i czterometrowej dłoni wykonanej z aluminium. Rzeźba uosabiała więzi łączące rodziców i dzieci, a także poczucie wolności. Fiat 500 był pierwszym samochodem zakupionym przez Quinna. Dłoń została wykonana w oparciu o rękę syna artysty.

## Filmografia
| Rok  | Tytuł                                                                             | Rola                       | Reżyser          |
| ---- | --------------------------------------------------------------------------------- | -------------------------- | ---------------- |
| 1988 | Onassis – najbogatszy człowiek świata (Onassis: The Richest Man in the World, TV) | Alexander Onassis          | Waris Hussein    |
| 1989 | Stradivarius (Stradivari)                                                         | Antonio Stradivari (młody) | Giacomo Battiato |
| 1991 | Dalí                                                                              | Salvador Dalí              | Antoni Ribas     |
| 1994 | Alles Glück dieser Erde (serial TV)                                               | Renato Tucci               |                  |
| 1998 | Bomba de relojería                                                                | Luca Squarcina             | Ramón Grau       |
| 1999 | Tierra de cañones                                                                 | Eduard de Sicart           | Antoni Ribas     |
| 1999 | Droga do Santiago (Camino de Santiago, miniserial TV)                             | Sebastián                  |                  |
| 2000 | Oriundi                                                                           | młody Giuseppe Padovani    | Ricardo Bravo    |